# Lieder aus "Des Knaben Wunderhorn" (Sinding)
Lieder aus "Des Knaben Wunderhorn" is een compositie van de Noor Christian Sinding. 
Sinding verbleef waarschijnlijk in Leipzig of München, toen hij deze liederenbundel schreef voor zangstem en piano. Hij koos uit Des Knaben Wunderhorn een zestal liedteksten en schreef er muziek bij. De eerste uitvoeringen van het werk zullen gezien de voorgeschiedenis waarschijnlijk ook in Duitsland hebben plaatsgevonden. In Noorwegen, thuisland van de componist, werden de liederen minder gunstig ontvangen. In Noorwegen heerste toen een enigszins nationalistisch gevoel in de aanloop naar de losmaking van dat land uit de personele unie met Zweden. Men vond het spijtig dat Sinding zich tot de Duitse taalgebied had gewend, terwijl er zoveel mooie Noorse teksten voorhanden (zouden) zijn. Sinding zelf was minder enthousiast over Noorwegen en met name Christiania. Hij vond het een smerige en bedompte stad met behoorlijk veel vlooien. Dat verschijnsel was op zich logisch met veel houten woningen en af en toe oplopende temperaturen in de zomer met matige hygiëne. 
De liederen werden omstreeks 1888 gepubliceerd, in 1896 volgde nog een uitgave. In latere jaren verscheen ook een versie met Engelse teksten.
Sinding koos de volgende liederen:
1. Maria Gnadenmutter
2. Rosmarin
3. Es starben zwei Schwestern
4. Die Bettelfrau singt
5. Wiegenlied
6. Fuge

Maria Gnadenmutter is nog steeds bekend in Noorwegen, het kreeg de titel Jesus, den eneste (Jesus, de Enige) in het officiële hymneboek van de Noorse Kerk.

## Discografie
- Uitgave Simax: Per Vollestad (bariton) en Sigmund Hjelset (piano)